# Berliște

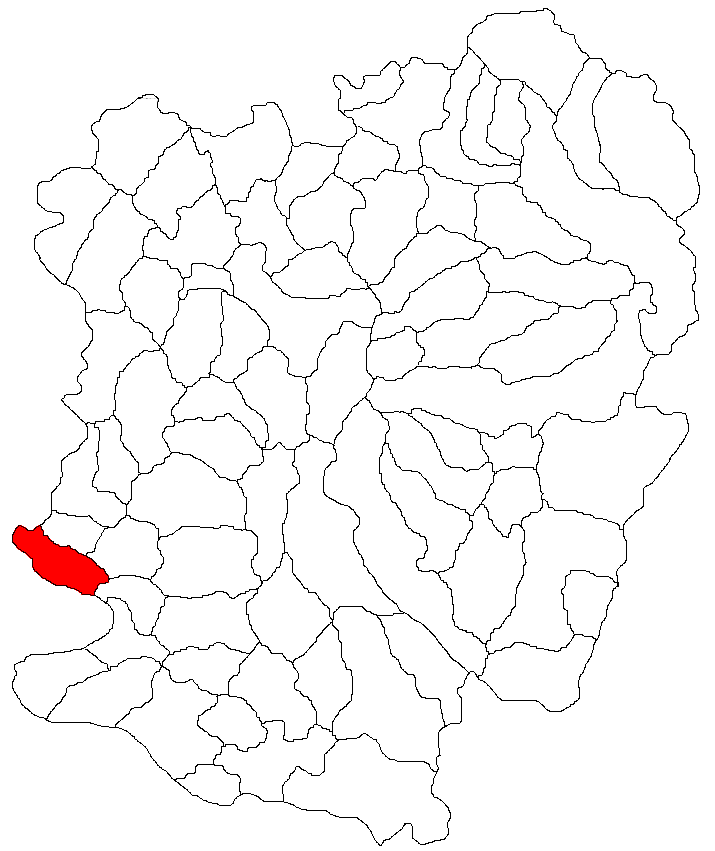
Lage der Gemeinde Berliște im Kreis Caraș-Severin

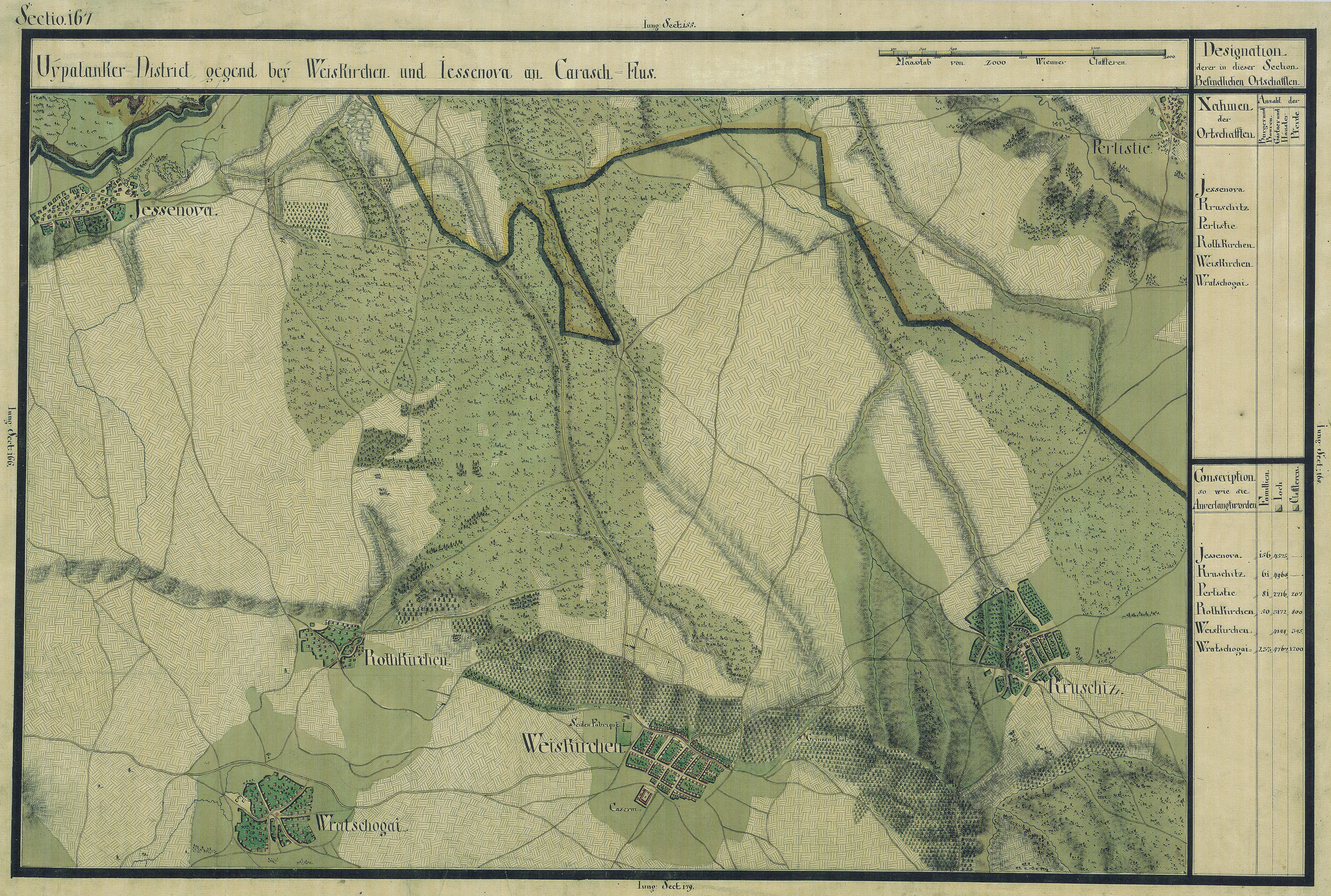
Berliște auf der Josephinischen Landaufnahme

Berliște (deutsch Berliste, ungarisch Berlistye) ist eine Gemeinde im Kreis Caraș-Severin, in der Region Banat, im Südwesten Rumäniens. Zu der Gemeinde Berliște gehören auch die Dörfer Iam, Milcoveni, Rusova Nouă und Rusova Veche.

## Geografische Lage
Berliște liegt im Caraș-Tal, im Südosten des Kreises Caraș-Severin, dicht an der Grenze zu Serbien. Die Ortschaft befindet sich in 25 km Entfernung zu Oravița und 77 km zu Reșița, an der Bahnstrecke Iam-Oravița.

## Nachbarorte
| Iam        | Ciortea                                     | Vrani       |
| Dobričevo  | Kompassrose, die auf Nachbargemeinden zeigt | Răcășdia    |
| Češko Selo | Kruščica                                    | Rusova Nouă |

## Geschichte
Im Laufe der Jahrhunderte traten verschiedene Schreibweisen des Ortsnamens auf: 1611 Berliste, 1808  Berlisztye, 1888 und 1913  Berlistye, 1920 Bârliste.
Eine erste urkundliche Erwähnung stammt aus dem Jahr 1611, als das Dorf Perlist, auch Berlistie und Berlistye, anlässlich einer Schenkung von Gabriel Bethlen an Ianko Racz und Marko Racz erwähnt wurde.
Auf der Josephinischen Landaufnahme von 1717 ist der Ort Perlistie mit vier Häuser eingetragen. Nach dem Frieden von Passarowitz (1718) war die Ortschaft Teil der Habsburger Krondomäne Temescher Banat.
Später gehörte das Dorf der Montan-Domäne aus Oravița an, und ab 1855 der Österreichisch-ungarischen Staatseisenbahngesellschaft. In Berliște gab es eine Unterdirektion der Österreichisch-Alpinen Montangesellschaft, der sechs Dörfer angehörten.
Der Vertrag von Trianon am 4. Juni 1920 hatte die Dreiteilung des Banats zur Folge, wodurch Berliște an das Königreich Rumänien fiel. Nach dem Zweiten Weltkrieg verlor Berliște an Bedeutung.

## Bevölkerungsentwicklung
| 1880 | 4256 | 4086 | 78  | 53 | 39            |
| 1910 | 4224 | 3988 | 128 | 60 | 48            |
| 1930 | 3681 | 3487 | 47  | 29 | 118           |
| 1977 | 2091 | 1956 | 4   | -  | 131           |
| 2002 | 1358 | 1186 | 2   | -  | 170           |
| 2002 | 1358 | 1186 | 2   | -  | 170           |
| 2021 | 1003 | 824  | 2   | -  | 177 (74 Roma) |